# Emoia schmidti
Emoia schmidti es una especie de escincomorfos de la familia Scincidae.

## Distribución geográfica
Es endémica de la provincia Occidental (Islas Salomón).